# 알미라 고시엥피아오
알로디아 알미라 고시엥피아오 킴보(Alodía Almira Gosiengfiao Quimbo, 출생명 고시엥피아오, Gosiengfiao,  1988년 3월 9일 ~ )는 필리핀의 코스프레인, 모델, TV 진행자, 가수, 브이로그어, 배우이자 Tier One Entertainment의 공동 설립자이다. 그녀는 필리핀의 센파이 알로디아로도 알려져 있다. 유명인 광고 모델로서, 그녀는 애니맥스 아시아의 홍보대사이자 VJ ("애니메이트"로 알려짐) 중 한 명이며, ABS-CBN의 장난쇼 Laugh Out Loud의 공동 진행자이다. 그녀는 국내외 여러 잡지, 신문, TV 쇼에 출연했다. 필리핀 FHM 100 Sexiest Women 설문조사에서 2009년 1위, 2010년 2위, 2012년 3위를 차지했으며, 2013년 7월호 잡지 표지 모델로 등장했다. 그녀는 DOS Magazine에 의해 필리핀에서 가장 영향력 있는 여성 중 한 명으로 선정되었다.

## 코스프레
고시엥피아오는 애니메 클럽이라는 인터넷 팬 포럼에서 다른 일본의 애니메이션 및 비디오 게임 애호가들과 접촉한 후 코스프레에 참여하게 되었다. 포럼 친구들의 격려를 받아 그녀는 2003년 15세의 나이에 코스프레를 시작했으며, 메트로 마닐라의 다양한 대회에 참가했다. 그녀의 첫 코스프레 캐릭터는 글로리에타의 라그나론치에서 라그나로크 온라인의 프리스트였다. 그녀는 2003년 C3 컨벤션에서 파이널 판타지 X-2의 건 메이지 리쿠로 3위를 차지하면서 주목을 받기 시작했다. 이로 인해 그녀와 여동생 애슐리 고시엥피아오는 필리핀의 일본 만화 잡지인 컬처 크래시 매거진 14호 표지에 실렸다. 그 이후로 그녀는 위치블레이드, G.I. 조, 케이온!, 파라다이스 키스, 에반게리온, 파이널 판타지 X-2 등 40개 이상의 일본 애니메이션, 영화, 비디오 게임의 다양한 캐릭터로 코스프레를 했다. 다수의 상을 받은 코스플레이어로서 그녀는 이제 국내외 컨벤션에 초대되거나 대회의 심사위원으로 활동하고 있다. 그녀는 18세부터 심사를 시작했다.

### 국제 활동
필리핀 코스프레 커뮤니티에 꾸준히 기여한 덕분에 고시엥피아오는 다양한 국제 코스프레 컨벤션 및 행사에 참가자, 공연자, 심사위원 또는 단순히 게스트로 초대되었다. 2009년 11월 싱가포르 선텍 컨벤션 홀에서 알로디아는 여동생 애슐리와 함께 필리핀을 대표하여 Anime Festival Asia 지역 코스프레 챔피언십 결선 진출자 중 한 명으로 참가했다. 알로디아와 애슐리는 위치블레이드 애니메이션의 마사네 아마하와 시오리 츠즈키로 코스프레를 했다.
2010년 7월 3일 싱가포르에서 알로디아와 애슐리 고시엥피아오는 싱가포르 정부의 지원을 받는 마스코트 퍼레이드에 초대되어 코스프레 대회의 심사위원을 맡았다. 그들은 모두 로맨스 일본 애니메이션 시리즈 파라다이스 키스의 캐릭터로 코스프레를 했다. 코스프레 대회 심사 외에도 알로디아와 애슐리는 무대에서 "Paradise Kiss"의 "Lonely in Gorgeous"와 인기 일본 롤플레잉 게임 파이널 판타지 X-2의 "Real Emotion" 두 곡을 공연했다. 애니맥스는 또한 싱가포르 일본 애니메이션 및 코스프레 애호가들을 위해 캠프 퐁에서 알로디아와 "팬 미팅" 세션을 가졌다.
2010년 7월 21일부터 24일까지 고시엥피아오는 연례 샌디에이고 코믹콘 인터내셔널에 참석하여 코토부키야 부스에서 코스프레 모임에 참여했다. 그녀는 모건 스펄록이 감독하고 레전더리 픽처스가 제작한 샌디에이고 코믹콘 다큐멘터리에서 중요한 역할을 맡았다. 다큐멘터리 팀은 전 세계 5명의 다른 사람들을 따라다니며 미국 샌디에이고 코믹콘에서 그들이 무엇을 했는지 기록했는데, 여기에는 예술가, 만화책 애호가, 코스플레이어 등이 포함되었다. 팀의 일부는 마블 코믹스의 아버지인 스탠 리였다. 이는 레전더리 픽처스 CEO/설립자 토머스 툴과 알렉스 가르시아 부사장과의 만남으로 이어졌으며, 그들의 다음 영화인 워크래프트: 전쟁의 서막에 대한 논의가 이루어졌다. 이 만남 이후, 고시엥피아오는 미국 기반의 매우 인기 있는 웹사이트인 Kotaku에 소개되었다. 워크래프트 제작사인 블리자드 엔터테인먼트는 신작 게임 스타크래프트 2의 사업 및 광고 계약과 관련하여 알로디아에게 연락을 취했다. 그녀는 또한 의상 디자이너 길드가 행사장에서 뛰어난 의상을 입은 컨벤션 회원에게 수여하는 상인 "홀 코스튬 상"을 수상했다.
2010년 10월 31일, 고시엥피아오는 애니맥스 및 홍콩 관광진흥청과 함께 "홍콩 핼러윈 트릿 파티" 행사를 개최했다. 홍콩 핼러윈 트릿 파티는 홍콩 관광진흥청과 애니맥스가 홍콩을 동남아시아에서 꿈의 할로윈 장소로 홍보하기 위해 한 달 반 동안 진행한 캠페인의 정점이었다. 아시아 전역의 코스플레이어들이 이 행사를 축하하기 위해 모였다.
2010년 11월 13일, 그녀는 선텍 컨벤션 홀에서 열린 2010 아니메 페스티벌 아시아에 다시 싱가포르로 돌아왔다. 이번에는 AFA 지역 코스프레 챔피언십의 유명인 심사위원으로 초대되었다. 2009년에 알로디아와 애슐리가 결선 진출자이자 필리핀 대표로 참가했던 바로 그 행사였다. 고시엥피아오는 미즈키 이치로, 메인, 스캔들, JAM Project, 안젤라, 하나자와 카나, 밀키 홈즈, 코스플레이어 카나메와 아이라 등 일본 유명 게스트들과 함께 행사를 빛냈다.
2010년 11월 27일, 고시엥피아오의 "아야나미 레이" 그림록 버전 코스프레가 호주 브리즈번에서 열린 2010 수파노바 팝 컬처 엑스포에서 처음으로 공개되었다. 그녀는 수파노바 코스프레 페스티벌의 일환으로 매드맨 내셔널 코스프레 챔피언십의 게스트 심사위원으로 초대되었다.

## 광고, 미디어 및 언론
그녀의 코스프레 커뮤니티에서의 업적은 필리핀의 주류 미디어와 여러 회사들에게 그녀를 알리는 계기가 되었다. 현재 그녀는 미백 스킨케어 제품, 건강 식품 및 음료 제품, 일본 스시 바, 필리핀의 장난감 수집가 및 피규어 유통사, 일본 기반의 대형 비디오 게임 회사, 의류 라인 및 일본 스낵을 광고하고 있다. 그녀는 또한 필리핀 통신 회사의 브랜드 홍보대사 중 한 명이 되었고, 2012년에는 캐논의 브랜드 홍보대사가 되었다.
이전 광고에는 레벨업 게임즈, 이-게임즈, 켈필스 셰이드, 세가의 러브 앤 베리와 같은 많은 비디오 게임 회사들이 포함된다. 그녀는 대규모 다중 사용자 온라인 롤플레잉 게임(MMORPG) 뮤 온라인의 공식 뮤즈 길드 멤버였다. 그녀는 또한 칸 온라인이라는 다른 MMORPG의 게임 운영자이기도 했다. 고시엥피아오는 레벨업 게임즈의 ROSE Online 이벤트에서 로즈-잇 걸로 선정되었고 "커뮤니티 매니저"라는 칭호와 레벨업 게임즈와의 1년 계약을 받았다. 2009년 IPVG-EGames 주 시안 온라인 게임의 공식 모델이자 광고 모델로서, 열렬한 게이머인 고시엥피아오는 2009년 4월 도미네이션 3 행사에서 첫 팬데이를 가졌다.
고시엥피아오는 2007년 10월 27일 방송된 매드 매드 펀의 마지막 에피소드에서 애니맥스 최초의 리바이스 카와이 걸 우승자였다. 2010년, 알로디아는 애슐리 고시엥피아오, 모델 스테프 헤나레스와 함께 애니맥스의 홍보대사이자 VJ로 선정되었고, 애니-메이츠로 알려졌다. 애니맥스가 코스플레이어를 VJ 중 한 명으로 선정한 것은 이번이 처음이었다. 고시엥피아오의 코스프레와 다양한 행사 및 애니맥스에서의 진행 활동은 ABS-CBN에서의 첫 프로젝트를 위한 길을 열었다. 그녀는 현재 매주 토요일 밤 루이스 만자노와 함께 ABS-CBN의 장난 쇼 "L.O.L" (Laugh Out Loud)의 진행자로 출연하고 있다.
그녀는 캔디 매거진, 메그 매거진, 프리뷰 매거진, 게임! 매거진, 디지털 포토그래퍼스 필리핀 매거진과 같은 여러 잡지와 필리핀 데일리 인콰이어러, 마닐라 불레틴 및 마닐라 타임즈와 같은 신문에 실렸다. 그녀는 또한 MogTV, QTV 11 (현재 GMA 뉴스 TV), Front Act, 마탕라윈, 멜 앤 조이 및 앙 피나카와 같은 TV 쇼에 게스트로 출연하기도 했다. 국내 미디어 외에도 고시엥피아오는 일본, 싱가포르 및 미국과 같은 다른 나라의 신문과 잡지에도 소개되었다. 그녀는 또한 대니 추의 OTACOOL: Worldwide 오타쿠 Rooms 및 OTACOOL2: Worldwide Cosplayers라는 책에도 실렸다.
그녀는 또한 도쿄 컬처: 재팬이라는 TV 쇼에도 출연하여 그녀의 의상, 예술 작품, 만화책, 피규어 컬렉션을 선보였으며, 이 쇼는 애니맥스에서도 방영되었다. 또한 그녀는 싱가포르의 채널 뉴스 아시아: 프라임타임 모닝과 스트레이츠 타임즈 레이저 TV에도 출연했다.
고시엥피아오는 2010년 필리핀 FHM 100 Sexiest Women 설문조사에서 76위를 차지했으며, 2009년에는 87위를 기록했다. 그녀는 UNO Magazine에 의해 필리핀에서 가장 영향력 있는 여성 중 한 명으로 선정되었다.
2016년, 고시엥피아오는 여동생 애슐리 고시엥피아오와 함께 레지던트 이블 영화 시리즈의 마지막 편인 레지던트 이블: 파멸의 날에 좀비 중 한 명으로 출연했으며, 이 영화는 다음 해 필리핀에서 개봉되었다.

## 게임 경력
코스프레 분야에서 국제적 인지도를 계속 높이면서 고시엥피아오는 평생의 열정인 게임으로 활동 분야를 넓혔다. 2014년에 그녀는 트위치에서 비디오 게임 스트리밍을 시작했고 도타 2와 리그 오브 레전드와 같은 다양한 게임을 스트리밍하며 빠르게 트위치 파트너가 되었다. 스트리밍 활동을 통해 그녀는 에이서 프레데터, 소니 플레이스테이션 아시아 등 여러 게임 스폰서와의 브랜드 계약을 확보할 수 있었다. 2017년 4월 21일, 고시엥피아오와 베테랑 E스포츠 해설가 트라이크 구티에레즈는 필리핀 최초의 게임 및 E스포츠 에이전시인 Tier One Entertainment를 설립했으며, 이는 동남아시아 일부 지역에도 진출했다. 2018년 3월 14일, 그녀는 페이스북 게이밍과의 독점 파트너십을 발표했고 비디오 게임 스트림과 콘텐츠를 자신의 공식 페이스북 페이지로 전환했다. 그녀는 아시아 최초의 페이스북 게이밍 파트너 중 한 명이었고, 수지사우어, 야스메아우 게이밍, 틴드, 프레야 폭스 및 에이미 린을 포함한 추가 아시아 스트리머들이 플랫폼에 합류할 수 있는 길을 열었다.
2018년 6월 13일, 고시엥피아오는 소니 플레이스테이션과 협력하여 E3 2018에서 데이즈 곤과 스파이더맨을 홍보했다. E3 2018 동안 그녀는 동료 페이스북 게이밍 파트너인 스톤마운틴64 및 다른 크리에이터들과 함께 첫 페이스북 게이밍 크리에이터 팬 미팅에 참여했다.
2018년 12월 4일, 고시엥피아오의 모바일 레전드: 뱅 뱅 게임 스트림이 마테오 살비니 이탈리아 부총리의 페이스북 스트림을 방해하면서 이탈리아 뉴스에서 화제가 되었다. 어떻게 방해가 발생했는지는 불분명하지만, 그 결과 살비니의 시청자 중 12,000명 이상이 그녀의 게임 스트림으로 동영상 체인 연결되었다.
2020년 2월 21일, 필리핀 라이시움 대학교는 고시엥피아오와 협력하여 고시엥피아오의 회사인 Tier One Entertainment와 함께 E스포츠 커리큘럼을 개발한다고 발표했다.

## 개인 생활
알로디아 고시엥피아오는 케손시티에 거주하며 예술, 패션, 기기, 비디오 게임, 사진, BJD와 같은 장난감 및 피규어 수집을 좋아하고 피아노를 연주한다. 그녀의 어머니는 이름 책에서 '알로디아'라는 이름을 찾았는데, '알로디아'는 "사랑"을, '알미라'는 "공주"를 의미한다. 그녀는 필리핀계와 중국계 혈통이다. 그녀의 아버지 에드 고시엥피아오는 사업가이자 기계 엔지니어이며 중국계 필리핀인이고, 어머니 마리글로 아라이자는 전 고객 서비스 상담원이다. 그녀에게는 코스플레이어이기도 한 여동생 애슐리 고시엥피아오가 있다. 그녀는 전 필리핀 영화 감독 조이 고시엥피아오의 조카이다.
고시엥피아오는 유치원부터 2학년까지 어섬션 칼리지(마카티)에 다녔고, 3학년부터 고등학교 4학년까지 미리엄 칼리지에 다녔으며, 마닐라 아테네오 대학교에서 2009년 BFA 학위 (정보 디자인 전공)를 취득했다. 고등학생 때 그녀는 미리엄 칼리지 고등학교 펩 스쿼드의 멤버였다. 그녀는 또한 국제 고객들을 위해 디지털 및 전통 미술 작품을 의뢰 받아 작업하기도 했다.
2018년 발렌타인데이, 고시엥피아오와 유튜브 브이로거 윌 다소비치는 자신들이 연인 관계임을 밝혔다. 2021년 11월 14일, 고시엥피아오는 자신의 페이스북 페이지를 통해 다소비치와 헤어졌음을 확인했다. 2022년 초, 고시엥피아오는 칼라브리아 컴퍼니 유한회사의 사장 겸 총지배인인 크리스토퍼 킴보와 교제를 시작했다. 이 커플은 2023년 2월 14일에 결혼했다. 그들의 첫 아이인 아들 캐머런은 2024년 11월에 태어났다.
2021년 발렌타인데이, 그녀와 여동생 애슐리 고시엥피아오는 스포티파이에서 '알로디아와 애슐리의 레이드'라는 팟캐스트를 시작했다.

## 필모그래피

### 텔레비전
| 년도      | 제목                               | 역할                 |
| --------- | ---------------------------------- | -------------------- |
| 2010–2011 | 라우드하게 웃다                    | 본인 (진행자)        |
| 2012      | 레갈 쇼커                          | 니카                 |
| 2012      | 잇츠 쇼타임                        | 본인 (심사위원)      |
| 2012      | 팝 토크                            | 유명인 평론가        |
| 2013      | 파티 필리피나스                    | 본인                 |
| 2013      | 미닛 투 윈 잇                      | 본인                 |
| 2013      | 아이빌리브                         | 본인                 |
| 2013      | 잇츠 쇼타임                        | 본인 (심사위원)      |
| 2018      | 주도적인 여성들                    | 본인                 |
| 2018      | 마스                               | 본인                 |
| 2018      | 셀러브리티 블러프                  | 본인                 |
| 2018      | 마그파카일란만                     | 본인                 |
| 2018      | 보이 아분다와 함께하는 오늘 밤     | 본인 (스튜디오 관객) |
| 2018      | 캐런 다빌라와 함께하는 헤드스타트  | 본인                 |
| 2018      | 레이티드 K                         | 본인                 |
| 2019      | 미닛 투 윈 잇 – 마지막 탠덤 스탠딩 | 본인 (참가자)        |

### 영화
| 년도 | 제목                          | 역할   |
| ---- | ----------------------------- | ------ |
| 2011 | 코믹콘 에피소드 IV: 팬의 희망 | 본인   |
| 2011 | 트윈 아카데미: 2012년 클래스  | 본인   |
| 2012 | 키미 도라와 키예메 사원       | 상캉캉 |
| 2012 | 더 리유니언                   | 줄리   |
| 2015 | 크로스로드                    | 안젤라 |
| 2016 | 레지던트 이블: 파멸의 날      | 좀비   |

## 음반 목록
- "アジアの変身" – 슈퍼돌즈 — (2013)
- "ヒロイン症候群" – 슈퍼돌즈 — (2013)
- "かわいいガール" (피처링 텐침 & 덴파구미.inc) — (2013)
- Tear It Off - 모바일 레전드: 뱅 뱅 (2022)

## 수상 및 표창

### FHM 100 Sexiest Women
| 년도 | 시상식     | 부문                   | 결과 | 수상자            | 비고                                      |
| ---- | ---------- | ---------------------- | ---- | ----------------- | ----------------------------------------- |
| 2010 | FHM 필리핀 | 가장 섹시한 여성 100인 | 76위 | 엔젤 록신 (2)     |                                           |
| 2011 | FHM 필리핀 | 가장 섹시한 여성 100인 | 88위 | 샘 핀토           |                                           |
| 2012 | FHM 필리핀 | 가장 섹시한 여성 100인 | 86위 | 샘 핀토           |                                           |
| 2013 | FHM 필리핀 | 가장 섹시한 여성 100인 | 20위 | 마리안 리베라 (2) | 2013년 7월호에 등장                       |
| 2014 | FHM 필리핀 | 가장 섹시한 여성 100인 | 14위 | 마리안 리베라 (3) |                                           |
| 2015 | FHM 필리핀 | 가장 섹시한 여성 100인 | 10위 | 제니린 메르카도   | Myrtle Sarrosa가 함께 상위 100위에 올랐다 |

### 기타 표창
| 년도 | 시상식                   | 부문                             | 결과 | Ref.   |
| ---- | ------------------------ | -------------------------------- | ---- | ------ |
| 2013 | 슐로 매거진 어워즈       | 올해의 가장 섹시한 코스프레 모델 | 수상 | [ 45 ] |
| 2020 | CICP 스포트라이트 어워즈 | 게이밍 챔피언                    | 수상 | [ 46 ] |